# Chlorophlaeoba longiceps
Chlorophlaeoba longiceps är en insektsart som beskrevs av Liang och Z. Zheng 1988. Chlorophlaeoba longiceps ingår i släktet Chlorophlaeoba och familjen gräshoppor. Inga underarter finns listade i Catalogue of Life.